# 小花青藤
小花青藤（学名：Illigera parviflora）为莲叶桐科青藤属下的一个种。其种加词“parviflora”意为“小花的”。